# USS Jimmy Carter (SSN-23)
El USS Jimmy Carter (SSN-23) de la Armada de los Estados Unidos es un submarino nuclear de la clase Seawolf. Fue colocada su quilla en 1995 por General Dynamics Electric Boat, botado en 2004 y comisionado en 2005. Su nombre honra al 39.º presidente de Estados Unidos Jimmy Carter (1977-1981).

## Construcción y características
Construido por General Dynamics Electric Boat (Groton, Connecticut), fue puesta la quilla el 12 de diciembre de 1995, fue botado el 5 de junio de 2004 y comisionado el 19 de febrero de 2005.

### Características
Es un submarino SSN de desplazamiento 12 139 t; 138 m de eslora, 12 m de manga y 10 m de calado; propulsión nuclear con 1× reactor S6W (velocidad máxima 35 nudos sumergido, profundidad máxima 610 m). De armamento carga 8× tubos lanzatorpedos de 660 mm, con torpedos antisubmarinos Mk-48; o misiles antibuque Harpoon; o misiles de crucero Tomahawk. El SSN-23 se distingue por su MMP (multi-mission platform) que extiende el casco en 30 m (100 pies) e incrementa la capacidad de carga.

## Historia de servicio
El submarino USS Seawolf fue asignado a la Naval Base Kitsap de Bremerton, Washington.